# Kronika polsko-śląska
Kronika polsko-śląska (łac. Chronica Polonorum) – polska średniowieczna kronika spisana po łacinie, powszechnie uznawana za skrót Kroniki Wincentego Kadłubka, rozszerzonym o epizody z dziejów Śląska. Znana jest z różnie zatytułowanych dwóch kopii z XIV w. i jednej z XVI w. Zawiera m.in. historię Piotra Włostowica oraz opisy lokalnych zdarzeń z XIII w., związanych z Piastami śląskimi. Nieznany autor był prawdopodobnie mnichem cysterskim polskiego pochodzenia. Pod koniec XIV w. Piotr z Byczyny wykorzystał Kronikę polsko-śląską do napisania swojej Kroniki książąt polskich.

## Edycje
- Kronika polska, wydał L. Ćwikliński, Monumenta Poloniae Historica III, s. 578-656.
- (warianty rękopisu Kr) S. Smolka, Über eine bisher unbenutzte Königsberger Handschrift des Chronicon Polono-Silesiacum, Zeitschrift des Vereins für Geschichte und Altertum Schlesiens 12 (1874) s. 454-463.